# Wurtland
Wurtland és una població dels Estats Units a l'estat de Kentucky. Segons el cens del 2000 tenia 1.049 habitants.

## Demografia
Segons el cens del 2000, Wurtland tenia 1.049 habitants, 400 habitatges, i 290 famílies. La densitat de població era de 283,2 habitants/km².
Dels 400 habitatges en un 25,8% hi vivien nens de menys de 18 anys, en un 57% hi vivien parelles casades, en un 10,8% dones solteres, i en un 27,5% no eren unitats familiars. En el 26% dels habitatges hi vivien persones soles el 13% de les quals corresponia a persones de 65 anys o més que vivien soles. El nombre mitjà de persones vivint en cada habitatge era de 2,39 i el nombre mitjà de persones que vivien en cada família era de 2,82.
Per edats la població es repartia de la següent manera: un 18,5% tenia menys de 18 anys, un 8% entre 18 i 24, un 24,9% entre 25 i 44, un 22,5% de 45 a 60 i un 26,1% 65 anys o més.
L'edat mediana era de 44 anys. Per cada 100 dones de 18 o més anys hi havia 81,5 homes.
La renda mediana per habitatge era de 25.724 $ i la renda mediana per família de 34.063 $. Els homes tenien una renda mediana de 35.104 $ mentre que les dones 18.523 $. La renda per capita de la població era de 15.122 $. Entorn del 12,7% de les famílies i el 13,9% de la població estaven per davall del llindar de pobresa.

## Poblacions més properes
El següent diagrama mostra les poblacions més properes.